# Andreas Bakkerud
Andreas Bakkerud (né le 10 octobre 1991) est un pilote norvégien de rallycross. Pilote officiel Ford en Championnat du monde de rallycross FIA entre 2016 et 2017, il rejoint en 2018 l'équipe EKS Audi Sport soutenue officiellement par Audi Sport.
Titré champion d'Europe de rallycross 2011 et 2012 en catégorie Super1600 , il débute en 2013 en catégorie Supercar et termine la saison à la quatrième place. Il rejoint en 2014 l'équipe Olsbergs MSE, soutenue à l'époque par Ford, pour le nouveau Championnat du monde de rallycross, au volant d'une Ford Fiesta ST  Supercar.

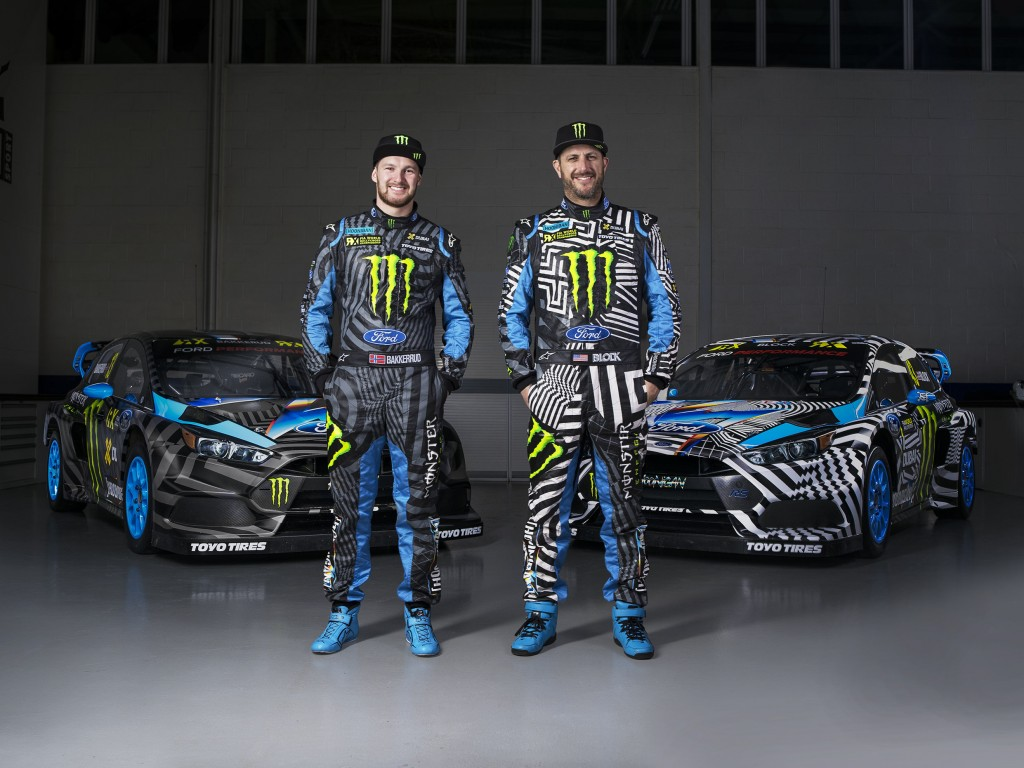
Bakkerud et Ken Block en 2016

Il devient le coéquipier de l'américain Ken Block en 2016 en rejoignant l'équipe Hoonigan Racing Division  officiellement soutenue par Ford. Il termine la saison à la troisième place du classement général. L'année 2017 fut plus compliqué sans victoire et avec quatre podium. 
Le 4 octobre 2017, Ford officialise l’arrêt du programme rallycross avec Hoonigan racing , ce qui oblige Bakkerud à changer d'équipe pendant l'intersaison .
Il annonce le 31 janvier 2018 avoir rejoint l'équipe EKS Audi Sport, championne du monde en 2016, pour la saison à venir, avec Mattias Ekström en coéquipier . 
Apres une troisième place au classement général du championnat 2018, Bakkerud quitte EKS à la suite de l’arrêt des activités de l'équipe en World RX . Il teste durant l'intersaison une DTM ainsi que la Mégane RS RX de Guerlain Chicherit et la nouvelle Škoda Fabia du team ES Motorsport en vue de 2019.
Le 6 mars 2019, Andreas Bakkerud rejoint la nouvelle équipe Monster Energy RX Cartel au côté de Liam Doran. Le Norvégien aurait pu être laissé sur le bas-côté de la piste à la suite du retrait d’Audi Sport mais retrouvera le cockpit d’une Audi S1.

## Résultats

### Championnat d'Europe de rallycross

#### Division 1A
| Année | Equipe        | Voiture     | 1     | 2      | 3     | 4     | 5   | 6      | 7     | 8     | 9     | 10    | ERX  | Points |
| ----- | ------------- | ----------- | ----- | ------ | ----- | ----- | --- | ------ | ----- | ----- | ----- | ----- | ---- | ------ |
| 2009  | SET Promotion | Peugeot 206 | GBR   | POR    | FRA   | HON   | AUT | SUE 13 | BEL   | ALL   | POL 2 | CZE 5 | 13th | 33     |
| 2010  | SET Promotion | Peugeot 206 | POR 2 | FRA 10 | GBR 6 | HON 4 | SWE | FIN 6  | BEL 8 | ALL 4 |       |       | 3rd  | 109    |

#### Super1600
| Année | Equipe        | Voiture        | 1     | 2     | 3     | 4     | 5     | 6     | 7     | 8      | 9     | 10    | ERX | Points |
| ----- | ------------- | -------------- | ----- | ----- | ----- | ----- | ----- | ----- | ----- | ------ | ----- | ----- | --- | ------ |
| 2011  | SET Promotion | Renault Clio   | GBR 1 | POR 1 | FRA 2 | NOR 2 | SUE 6 | BEL 2 | NED 1 | AUT 11 | POL 3 | CZE 1 | 1st | 146    |
| 2012  | SET Promotion | Renault Twingo | GBR 2 | FRA 1 | AUT 2 | HON 1 | NOR 6 | SUE 3 | BEL 7 | NED 1  | FIN 5 | ALL 2 | 1st | 138    |

#### Supercar

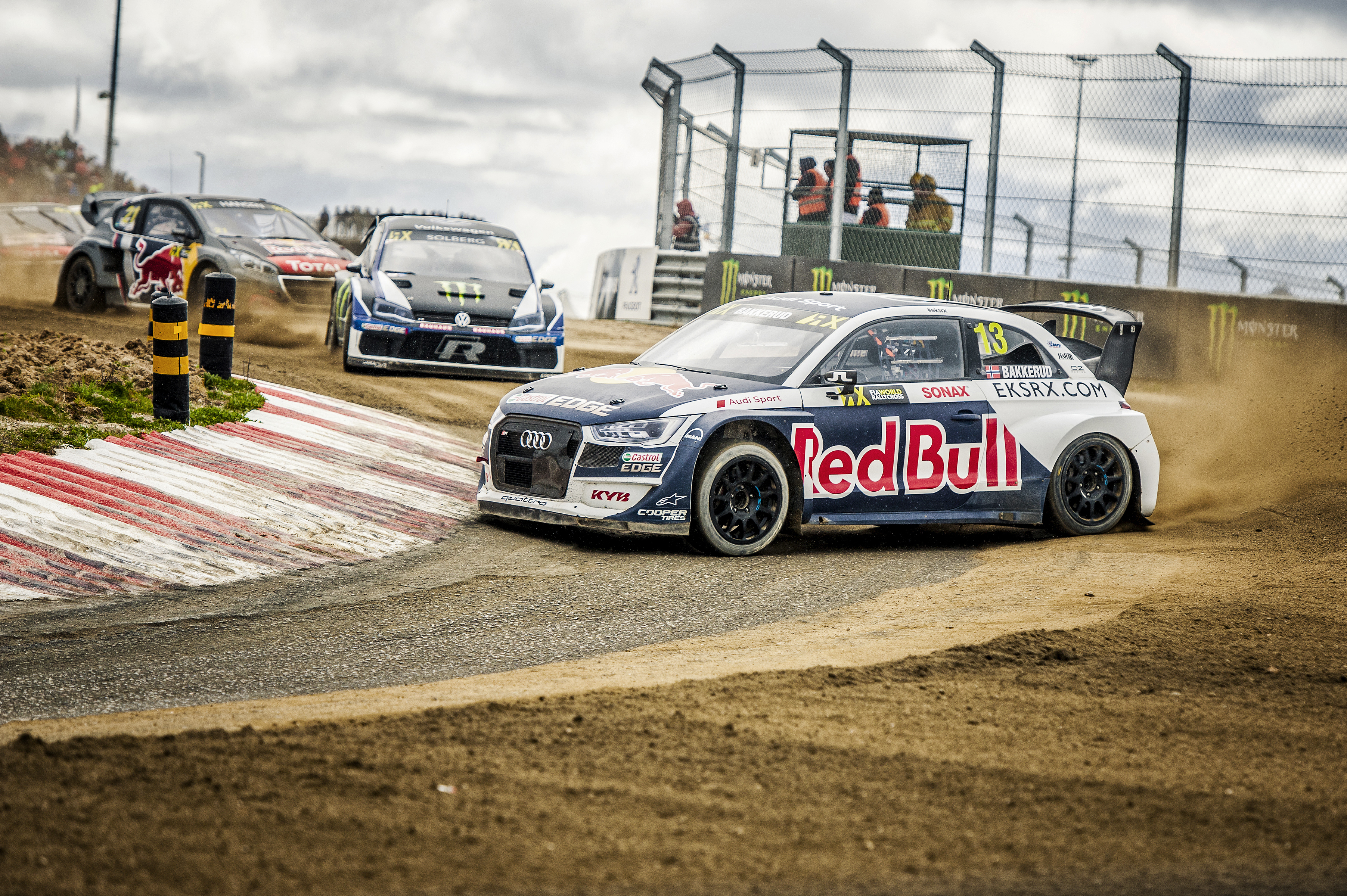
Bakkerud en 2018 lors du World RX of Portugal

| Année | Equipe              | Voiture     | 1      | 2     | 3      | 4     | 5     | 6     | 7     | 8      | 9     | ERX | Points |
| ----- | ------------------- | ----------- | ------ | ----- | ------ | ----- | ----- | ----- | ----- | ------ | ----- | --- | ------ |
| 2013  | Bakkerud Motorsport | Citroën DS3 | GBR 12 | POR 7 | HON 15 | FIN 6 | NOR 5 | SUE 1 | FRA 1 | AUT 13 | ALL 2 | 4th | 133    |

### Championnat du Monde de rallycross

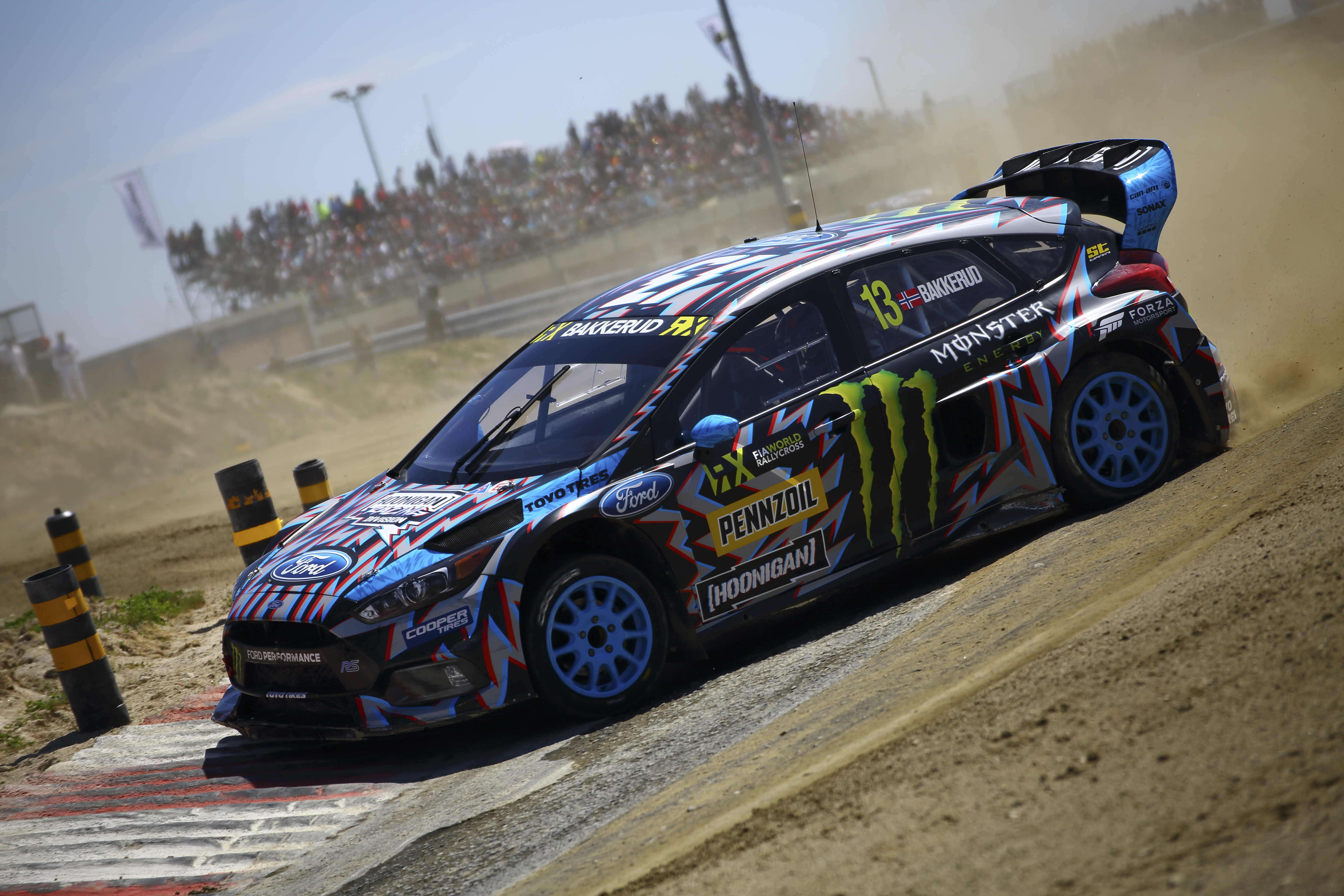
Bakkerud et sa Ford Focus RS RX en 2017

#### Supercar
| Année | Equipe                   | Voiture          | 1     | 2      | 3      | 4     | 5     | 6      | 7     | 8      | 9      | 10     | 11    | 12    | 13    | WRX | Points |
| ----- | ------------------------ | ---------------- | ----- | ------ | ------ | ----- | ----- | ------ | ----- | ------ | ------ | ------ | ----- | ----- | ----- | --- | ------ |
| 2014  | Olsbergs MSE             | Ford Fiesta ST   | POR 2 | GBR 1  | NOR 12 | FIN 2 | SUE 2 | BEL 30 | CAN 8 | FRA 9  | ALL 11 | ITA 6  | TUR 1 | ARG 6 |       | 5th | 193    |
| 2015  | Olsbergs MSE             | Ford Fiesta ST   | POR 4 | HOC 6  | BEL 5  | GBR 4 | ALL 5 | SUE 3  | CAN 5 | NOR 11 | FRA 8  | BAR 10 | TUR 2 | ITA 1 | ARG 7 | 4th | 232    |
| 2016  | Hoonigan Racing Division | Ford Focus RS RX | POR 4 | HOC 12 | BEL 14 | GBR 6 | NOR 1 | SUE 1  | CAN 2 | FRA 2  | BAR 7  | LET 4  | ALL 3 | ARG 1 |       | 3rd | 239    |
| 2017  | Hoonigan Racing Division | Ford Focus RS RX | BAR 3 | POR 10 | HOC 14 | BEL 6 | GBR 3 | NOR 2  | SUE 2 | CAN 13 | FRA 4  | LET 4  | ALL 8 | AFS 7 |       | 6th | 194    |